# أولاد بوعيشة (أواد سلطان)
أولاد بوعيشة هو دُوَّار يقع بجماعة بوعروس، إقليم تاونات، جهة فاس مكناس في المملكة المغربية. ينتمي الدوّار لمشيخة أواد سلطان التي تضم 8 دواوير. يقدر عدد سكانه بـ 816 نسمة حسب الإحصاء الرسمي للسكان والسكنى لسنة 2004.

## روابط خارجية
- البوابة الوطنية للجماعات الترابية
- المندوبية السامية للتخطيط